# Jan Karski (roman)
Pour les articles homonymes, voir Karski.
Jan Karski est un roman de Yannick Haenel paru le 3 septembre 2009 aux éditions Gallimard et ayant reçu le Prix du roman Fnac et le Prix Interallié la même année.

## Résumé
Ce roman, structuré en trois parties, est basé sur la vie du résistant polonais Jan Karski. 
La première partie du roman décrit Jan Karski tel qu'il a été présenté en 1985 dans le film Shoah de Claude Lanzmann. 
La deuxième partie du roman résume en 80 pages le témoignage publié par Jan Karski en 1944 sous le titre Story of a Secret State. 
La troisième partie du roman est une fiction écrite par Yannick Haenel, qui se met alors dans la peau de Jan Karski et imagine alors ses pensées dans la période de l'après-guerre.
La Pologne est dévastée par les nazis et les Soviétiques. Jan Karski est un messager de la Résistance polonaise auprès du gouvernement en exil à Londres. Il rencontre deux hommes qui le font entrer clandestinement dans le ghetto. Ces hommes ont besoin d’un témoin afin qu’il informe de ce qu'il a vu et qu'il prévienne les Alliés que les Juifs d'Europe sont en train d'être exterminés.

## Polémiques
En janvier 2010, ce roman fait l'objet d'une vive critique de la part de Claude Lanzmann, réalisateur de Shoah,. Dans un article de six pages publiées dans l'édition du 23 janvier 2010 de l'hebdomadaire Marianne, Claude Lanzmann déclare entre autres : « J'ai honte d'être resté si longtemps silencieux après la parution du « roman » de Yannick Haenel. Ce livre est une falsification de l'Histoire et de ses protagonistes. »
Cette polémique repose sur les citations de l'interview de Jan Karski dans Shoah et sur la relation fictionnelle de sa rencontre avec Franklin D. Roosevelt à la Maison-Blanche le 28 juillet 1943. Yannick Haenel, de son côté, en classant son ouvrage dans le genre du roman, assume l'allégorie par laquelle il cherche à mieux faire ressentir au lecteur la profonde surdité et la censure du monde face à l'extermination en cours et les appels à l'aide.
L'historienne Annette Wieviorka prend vivement à partie l'écrivain dans une critique du roman parue dans le mensuel L'Histoire. Elle lui reproche « un projet idéologique », à savoir la volonté d'établir la complicité des Alliés dans la Shoah, spécialement des Américains, et de minorer l'antisémitisme polonais, ce qui montre une méconnaissance des travaux des chercheurs. Ainsi, dans un article du Monde, elle qualifie le roman de « régression historiographique ». Selon elle, « Quand le romancier s'attaque à l'histoire, il a le droit d'en faire ce qu'il veut, mais cela n'a d'intérêt que s'il nous dévoile une vérité qui échappe à l'historien » et non « plaquer sur le passé des idées qui sont dans l'air du temps ». Annette Wieviorka relativise cependant la critique adressée par Claude Lanzmann à Yannick Haenel, l'assimilant à un effet de génération : « Pour Lanzmann (né en 1925), la Shoah reste quelque chose de brûlant. Or, aujourd'hui, tout le monde s'en empare pour en faire ce qu'il veut. ».
Yannick Haenel a répondu à cette polémique dans un article paru dans le journal Le Monde du 25 janvier 2010 en dénonçant chez Lanzmann des manipulations et la défense de ses intérêts personnels plusieurs mois après la publication du livre. Il a rappelé à cette occasion les propos de Jan Karski lui-même qui s'était plaint en 1985 dans les revues Kultura et Esprit (article Shoah, une vision biaisée de l'Holocauste) du tronquage par Lanzmann de la partie à ses yeux la plus importante de son témoignage (l'information du monde sur l'extermination des Juifs) et du traitement injuste des Polonais dans Shoah. Il y redisait clairement que les gouvernements alliés seuls pouvaient aider les Juifs et les avaient pourtant abandonnés à leur sort.

## Adaptation théâtrale
L'ouvrage a été adapté au théâtre en 2011 par Arthur Nauzyciel. Cette adaptation reste proche du livre dans la mesure où la structure tripartite est conservée, de même que les aspects polémiques n'ont pas été gommés. Outre le metteur en scène, la distribution comprend Laurent Poitrenaux, Marthe Keller et la danseuse Alexandra Gilbert.

## Éditions
- coll. « L'Infini », éditions Gallimard, 2009  (ISBN 2070123111).